# Algoritmo DDA
L'algoritmo DDA (digital differential analyzer) è un algoritmo di rasterizzazione di linea.
L'algoritmo DDA parte dall'osservazione che la pendenza di una retta passante per i punti {\displaystyle p_{1}(x_{1},y_{1})} e {\displaystyle p_{2}(x_{2},y_{2})} è esprimibile come:
{\displaystyle m={\frac {y_{2}-y_{1}}{x_{2}-x_{1}}}={\frac {\Delta y}{\Delta x}}}
e che
{\displaystyle \Delta y=m*\Delta x}
Da qui possiamo ricavare che per passare da un punto {\displaystyle p_{i}(x_{i},y_{i})} ad un punto {\displaystyle p_{i+1}(x_{i+1},y_{i+1})} dove {\displaystyle x_{i+1}=x_{i}+1}, l'aumento di {\displaystyle y_{i+1}} rispetto a {\displaystyle y_{i}} dovrà essere {\displaystyle \Delta y} ovvero:
{\displaystyle y_{i+1}=y_{i}+\Delta y=y_{i}+(m*\Delta x)=y_{i}+(m*1)=y_{i}+m}

## Algoritmo
Un esempio di algoritmo può essere il seguente:
```
dx = x
2
 - x
1
;
dy = y
2
 - y
1
;
m  = dy / dx;
y = y
1
;

for
 x 
from
 x
1
 
to
 x
2
 {
	y = y + m;
	disegna_il_punto(x, round(y) );
}
```

## Errori
Per grandi pendenze l'algoritmo produce uno spargimento di punti come in figura 1.

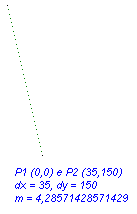
Figura 1.

Come vediamo è presente un'operazione di arrotondamento ( round(y) ) e le operazioni sono eseguite in virgola mobile per via del valore m; tutti elementi costosi dal punto di vista computazionale.
In questo caso infatti notiamo che m ha un valore di circa 4.2, quindi per ogni incremento sull'asse x di valore 1, sull'asse y incrementeremo di 4 pixels circa.
Un accorgimento per correggere questo problema è quello di invertire i parametri, ovvero non ricercheremo più la y ma la x:
{\displaystyle x_{i+1}=x_{i}+\Delta x=y_{i}+(1/m*\Delta y)=y_{i}+(1/m*1)=x_{i}+1/m}
In questo caso si ottiene il risultato in figura 2:

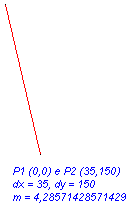
Figura 2.